# Harry James

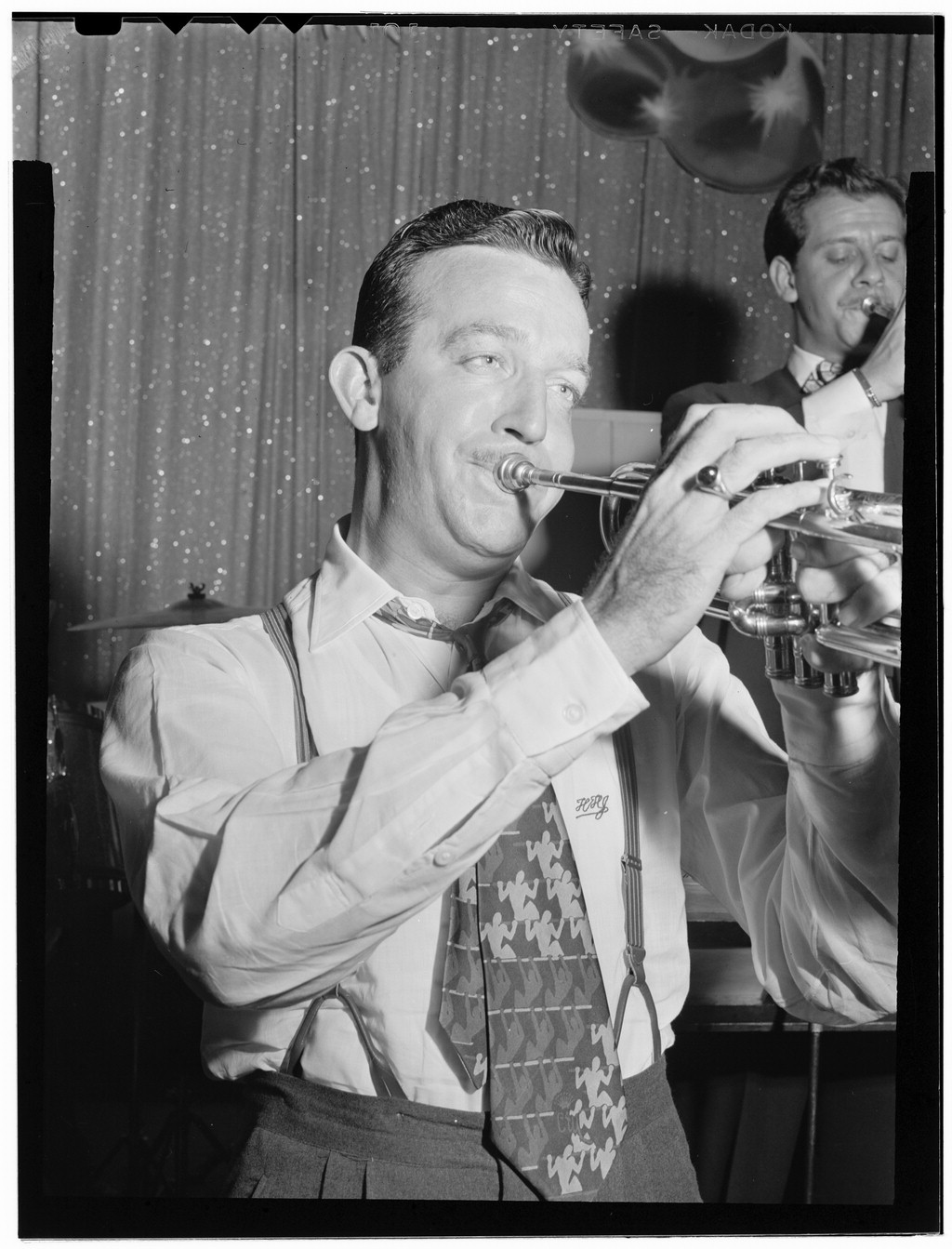
Harry James bei der Probe zur Coca Cola radio show, New York, zwischen 1946 und 1948, Bild: William P. Gottlieb

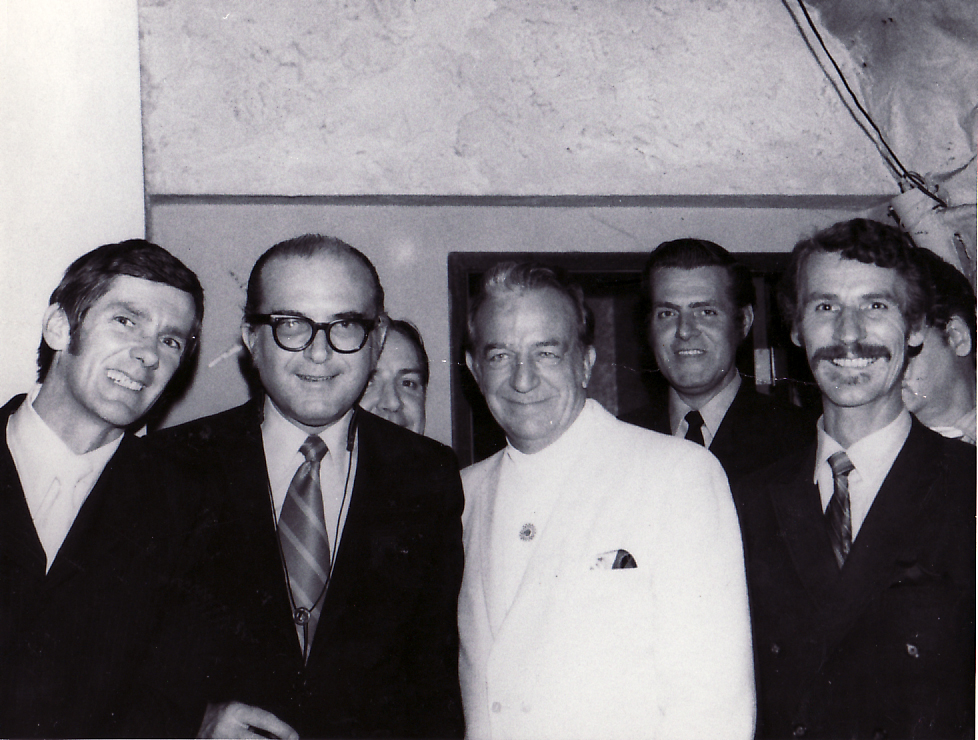
Stan „Cuddles“ Johnson, Fraser MacPherson, Bob Smith, Harry James, Al Johnson, Stew Barnett im The Cave Supper Club, 1970

Harry Haag James (* 15. März 1916 in Albany; † 5. Juli 1983 in Las Vegas, Nevada) war ein amerikanischer Jazztrompeter und Bandleader der Swing-Ära. Er gilt als Entdecker von Frank Sinatra.

## Leben und Wirken
Harry James war der Sohn eines Zirkuskapellmeisters und wurde der typische Starsolist mit glasklarem Strahl, technisch perfekt bis in große Höhen. Ihm gelang es, sich nicht nur als Solist, sondern auch als Orchesterleiter einen Namen zu machen.
Harry James begann seine Musikerkarriere bereits mit neun Jahren, als er im Zirkusorchester seines Vaters Everett James auftrat, der ebenfalls Trompeter war. Er besuchte die Highschool in Beaumont, Texas. Nach einem kurzen Gastspiel in Herman Waldmans Band arbeitete James vorwiegend in Texas mit Territory Bands, u. a. bei Doc Ross’ Jazz Bandids; ab 1935 spielte er zusammen mit Ben Pollack, wobei 1936 erste Aufnahmen entstanden,
und wurde dann zu einem gefragten Musiker in New Yorks Studioszene.
1937 wurde er von Benny Goodman engagiert und war mit Ziggy Elman einer der Starsolisten in seinem Orchester. Neben seinem Engagement bei Goodman war er an Aufnahmen von Teddy Wilson 1937 und Lionel Hampton 1938 beteiligt. Mit einer aus Basie- und Goodman-Musikern zusammengestellten Studioband hatte er im Februar 1938 seinen ersten von insgesamt 73 Hits (bis 1953) mit einer Version des One O’Clock Jump (#7). Ende 1938 trennte er sich wieder von Benny Goodman und gründete einen Monat später seine eigene Big Band, die ihr Debüt in Philadelphias Benjamin Franklin Hotel hatte.
Ein erster Hit-Erfolg des Orchesters war 1939 All or Nothing at All. Sein Orchester spielte stilistisch an der Grenze zwischen Jazz und Tanzmusik, wie es im Swing-Stil häufig vorkam. Die Band wurde häufig durch Streicher ergänzt.  In der Big Band sangen einige große Sängerinnen und Sänger wie seine erste Ehefrau Louise Tobin, Frank Sinatra, der seine Karriere bei James 1939 begann, Helen Forrest, Dick Haymes und Kitty Kallen. Außerdem spielten viele Größen wie Ray Conniff, Ray Sims, Willie Smith, Buddy Rich, Corky Corcoran, Nick Fatool und Juan Tizol mit. Mit virtuosen Stücken wie Concerto for Trumpet 1939, Carnival of Venice, Flight of the Bumble-Bee 1940 und Trumpet Rhapsody 1941 führte Harry James seine Trompetentechnik vor. Mit seinem vibratoreichen, „süßlichen Stil“, so sein Biograph Digby Fairweather wurde James zu einem frühen Popmusik-Idol und Gewinner zahlreicher Polls. Mit seinem Orchester war er häufig auf Tourneen, trat in Radioshows auf und spielte in einer Reihe von Filmen mit, wie 1942 in Springtime in the Rockies. 1943 heiratete er den Filmstar Betty Grable.
1944 komponierte er neben Duke Ellington I’m Beginning to See the Light, mit dem er 1945 einen Nummer-eins-Hit hatte. Außerdem spielte James in dieser Zeit mit den Metronome All-Stars.
Der Niedergang der großen Swing-Bands betraf auch das Harry James Orchestra; die Band existierte noch bis Dezember 1946. Danach bildete James eine kleinere Formation, The Music Makers, mit seinen Stars Willie Smith, Juan Tizol und Buddy Rich. Bereits 1957 hatte er erneut eine Big Band formiert, mit der er auch in Europa Erfolge feierte und zahlreiche Alben für Capitol, wie Harry James in Hi-Fi, später von 1959 bis 1964 für Verve aufnahm. Diese Band galt jedoch bei vielen Kritikern als schale Kopie des Count Basie Orchesters, wozu beitrug, dass James Count Basies Arrangeure wie Ernie Wilkins und Neal Hefti beschäftigte und Basie-Platten wie das M Squad Theme coverte. Nach Fairweathers Urteil war das Harry James Orchester – im Gegensatz zur damaligen Basie-Band – durch James’ „Sweet-Stil“ und dessen Dixieland-Frontline charakterisiert, mit der sie eher wie Bob Crosbys Orchester klang. In seiner Zeit beim Verve-Label entstanden jedoch nach dem Urteil von Richard Cook einige seiner besten Aufnahmen, zu denen Musiker und Arrangeure mit Thad Jones, Ralph Burns und erneut Ernie Wilkins beitrugen. Ende der 1960er Jahre trat James mit seinem Orchester vorwiegend in Las Vegas auf. Von 1967 bis 1970 war er mit Joan Boyd verheiratet, auch diese Ehe wurde, wie die beiden vorangegangenen geschieden.
In den 1970er Jahren setzte James mit seinen Formationen seine Tourneen fort; ab Beginn der 1980er Jahre hatte er gesundheitliche Probleme und erkrankte an Krebs. James starb 1983. Er hinterließ fünf Kinder.

## Filmografie (Auswahl)
- 1944: Badende Venus (Bathing Beauty)
- 1944: Mein Schatz ist ein Matrose (Two Girls and a Sailor)
- 1946: Sinfonie in Swing (Do You Love Me)
- 1950: I’ll Get By

## Diskographische Hinweise
Das Schallplattenwerk James’ aus der Prä-LP-Ära ist von 1937 bis 1942 auf dem Classics-Label dokumentiert.
- Greatest Hits (Rec, 1939–46) (Columbia 9430)
- Feet Draggin' Blues (Hep, 1944–47)
- There They Go (Fresh Sound, 1948)
- In Hi-Fi (Capitol, 1955)
- Trumpet Blues (Capitol, 1955–58)
- Verve Jazz Masters 55: Harry James (Verve, 1959–64)
- 1964 Live! Holiday Ballroom, Chicago (Jazz Hour, 1964)

Sammlung
- The Complete Capitol Recordings of Gene Krupa & Harry James – (Mosaic – 1999) – 7 CDs mit Conrad Gozzo, Juan Tizol, Willie Smith, Allan Reuss, Helen Forrest, Bob Marlo voc, Corky Corcoran, Herbie Steward voc, Buddy Rich, Ray Sims tb, Laurindo Almeida – Rest der Sammlung bei Gene Krupa